# Équipe de Singapour de futsal
Maillots
L'équipe de Singapour de futsal est une sélection des meilleurs joueurs singapouriens sous l'égide de la Fédération de Singapour de football.

## Histoire
La Coupe d'Asie de l'est de Futsal sert de tournoi qualificatif pour la Coupe d'Asie de Futsal. 

## Parcours à la Coupe d'Asie du Sud-Est de futsal
- 2001 : 2e
- 2015 : 9e

## Parcours à la Coupe d'Asie de futsal
- 1999 : 1er tour
- 2000 : 1er tour
- 2001 : 1er tour
- 2002 : Ne participe pas
- 2003 : Ne participe pas
- 2004 : Ne participe pas
- 2005 : Ne participe pas
- 2006 : Ne participe pas
- 2007 : Ne participe pas
- 2008 : Ne participe pas
- 2010 : Ne participe pas
- 2012 : Ne participe pas
- 2014 : Ne participe pas
- 2016 : Ne participe pas

## Parcours en Coupe du monde de futsal
- 1989 à 2016 : Ne se qualifie pas

## Matchs par adversaire
| Date            | Lieu                  | Équipe    | Résultat | Adversaire     |
| --------------- | --------------------- | --------- | -------- | -------------- |
| 5 mars 1999     | Kuala Lumpur Malaisie | Singapour | 0 - 21   | Thaïlande      |
| 6 mars 1999     | Kuala Lumpur Malaisie | Singapour | 5 - 9    | Kirghizistan   |
| 7 mars 1999     | Kuala Lumpur Malaisie | Singapour | 0 - 14   | Corée du Sud   |
| 8 mars 1999     | Kuala Lumpur Malaisie | Singapour | 0 - 36   | Iran           |
| 6 mai 2000      | Bangkok Thaïlande     | Singapour | 3 - 11   | Corée du Sud   |
| 8 mai 2000      | Bangkok Thaïlande     | Singapour | 0 - 19   | Kazakhstan     |
| 9 mai 2000      | Bangkok Thaïlande     | Singapour | 1 - 8    | Thaïlande      |
| 9 juin 2001     | Shah Alam Malaisie    | Singapour | 1 - 12   | Thaïlande      |
| 14 juillet 2001 | Téhéran Iran          | Singapour | 3 - 7    | Taipei chinois |
| 15 juillet 2001 | Téhéran Iran          | Singapour | 0 - 28   | Iran           |
| 15 juillet 2001 | Téhéran Iran          | Singapour | 1 - 8    | Japon          |
| 16 juillet 2001 | Téhéran Iran          | Singapour | 2 - 9    | Palestine      |
| 9 octobre 2015  | Bangkok Thaïlande     | Singapour | 3 - 6    | Timor oriental |
| 9 octobre 2015  | Bangkok Thaïlande     | Singapour | 0 - 8    | Thaïlande      |
| 10 octobre 2015 | Bangkok Thaïlande     | Singapour | 1 - 2    | Brunei         |
| 12 octobre 2015 | Bangkok Thaïlande     | Singapour | 0 - 5    | Malaisie       |

### Nations rencontrées
| Adversaire     | Joués | Victoires | Matchs nuls | Défaites | Buts pour | Buts contre |
| -------------- | ----- | --------- | ----------- | -------- | --------- | ----------- |
| Kazakhstan     | 1     | 0         | 0           | 1        | 0         | 19          |
| Iran           | 2     | 0         | 0           | 2        | 0         | 64          |
| Corée du Sud   | 2     | 0         | 0           | 2        | 3         | 25          |
| Kirghizistan   | 1     | 0         | 0           | 1        | 5         | 9           |
| Malaisie       | 1     | 0         | 0           | 1        | 0         | 5           |
| Brunei         | 1     | 0         | 0           | 1        | 1         | 2           |
| Timor oriental | 1     | 0         | 0           | 1        | 3         | 6           |
| Thaïlande      | 4     | 0         | 0           | 4        | 2         | 49          |
| Palestine      | 1     | 0         | 0           | 1        | 2         | 9           |
| Taipei chinois | 1     | 0         | 0           | 1        | 3         | 7           |
| Japon          | 1     | 0         | 0           | 1        | 1         | 8           |

## Bilan
| Rang | Équipe    | Pts | J  | G | N | P  | Bp | Bc  | Diff |
| ---- | --------- | --- | -- | - | - | -- | -- | --- | ---- |
| #    | Singapour | 0   | 16 | 0 | 0 | 16 | 27 | 205 | -178 |

### Les 3 meilleurs buteurs
| Rang | Joueur         | Buts | Sél. |
| ---- | -------------- | ---- | ---- |
| 1    | Amir Zalani    | 2    | 4    |
| 2    | Mohamed Helmi  | 1    | 4    |
| 3    | Mohamed Farook | 1    | 4    |